# Apskritys da Lituânia
Nota linguística: Não confundir grafystė (condado) com apskritis (divisão administrativa)..
Os apskritys da Lituânia (singular: apskritis) são unidades administrativas nacionais de nível 3 (NUTS 3), o nível correspondente aos agrupamentos de concelhos portugueses.
O território da Lituânia encontra-se dividido em 10 apskritys, todos com o nome das respectivas capitais. Os apskritys estão divididos em 60 municipalidades (em lituano: singular savivaldybė, plural savivaldybės): 9 municipalidades citadinas, 43 municipalidades distritais e 8 municipalidades. Cada municipalidade é então dividida em seniūnijos (em lituano: singular seniūnija). Esta divisão foi criada em 1994 e ligeiramente modificada em 2000.
Os apskritys são administrados por governadores (em lituano: singular – apskrities viršininkas, plural – apskrities viršininkai) que são indicados pelo governo central em Vilnius. Seu dever primário é garantir que as municipalidades obedeçam as leis e a Constituição da Lituânia. A eles não são conferidos grandes poderes, e portanto é indicado que 10 condados são demais para a Lituânia, uma vez que os dois menores condados administram somente quatro municipalidades. Há uma proposta para substituir os apskritys com quatro ou cinco terras, uma nova unidade administrativa, que seriam decididas segundo as regiões etnográficas da Lituânia e baseadas nas 5 maiores cidades com população superior a 100.000 habitantes.
Os apskritys modernos não devem ser confundidos com os apskritys que existiram na Lituânia independente durante o período entre-guerras. Naquela época, a Lituânia possuía uma divisão administrativa de dois níveis: apskritys que eram subdivididos em valsčius. A Lituânia possui presentemente uma divisão em três níveis: apskritys, municipalidades, e seniūnijos (apkritys, savivaldybės, e seniūnijos). Ver subdivisões da Lituânia para detalhes.

## Dificuldades na tradução do termo apskritis
O termo “apskritis” não tem tradução exata para o português. Em particular, não deve ser traduzido como “condado” (embora o termo usado em inglês para designar uma apskritis seja de facto "county", que significa "condado"), “estado”, “província” ou outro termo semelhante; todas essas palavras têm uma tradução para o lituano e significam outra coisa.
A palavra lituana usada para traduzir a palavra portuguesa "condado" é grafystė, que só é usada para designar condados de países anglo-saxões, sendo esta subdivisão obsoleta na atual Lituânia.
A palavra “distrito” é frequentemente usada para traduzir o termo “rajon” e seu uso é, portanto, ambíguo para designar o “apskritis”.
Um termo próximo seria o de "cantão" como agrupamento de municípios, mas com personalidade jurídica e realidade administrativa, ao contrário dos cantões franceses e de forma também diferente do significado constitucional dos cantões suíços .
Uma tradução mais alinhada com a realidade lituana seria a de “comunidade de municípios”.

## Condados
| #  | Condado                | Capital     | Área em km² (ranking) | População em 2001 (censo) | População em 2008 (ranking) | População por km² (ranking) | Municipalidades |
| -- | ---------------------- | ----------- | --------------------- | ------------------------- | --------------------------- | --------------------------- | --- |
| 1  | Condado de Alytus      | Alytus      | 5.425 (6)             | 187.769                   | 177.040 (7)                 | 32,6 (8)                    | - Municipalidade citadina de Alytus - Municipalidade distrital de Alytus - Municipalidade de Druskininkai - Municipalidade distrital de Lazdijai - Municipalidade distrital de Varėna |
| 2  | Condado de Kaunas      | Kaunas      | 8.089 (3)             | 701.529                   | 673.706 (2)                 | 83,3 (2)                    | - Municipalidade de Birštonas - Municipalidade distrital de Jonava - Municipalidade distrital de Kaišiadorys - Municipalidade citadina de Kaunas - Municipalidade distrital de Kaunas - Municipalidade distrital de Kėdainiai - Municipalidade distrital de Prienai - Municipalidade distrital de Raseiniai     |
| 3  | Condado de Klaipėda    | Klaipėda    | 5.209 (7)             | 385.768                   | 378.843 (3)                 | 72,7 (3)                    | - Municipalidade citadina de Klaipėda - Municipalidade distrital de Klaipėda - Municipalidade distrital de Kretinga - Municipalidade de Neringa - Municipalidade citadina de Palanga - Municipalidade distrital de Skuodas - Municipalidade distrital de Šilutė                                                 |
| 4  | Condado de Marijampolė | Marijampolė | 4.463 (8)             | 188.634                   | 181.219 (6)                 | 40,6 (5)                    | - Municipalidade de Kalvarija - Municipalidade de Kazlų Rūda - Municipalidade de Marijampolė - Municipalidade distrital de Šakiai - Municipalidade distrital de Vilkaviškis |
| 5  | Condado de Panevėžys   | Panevėžys   | 7.881 (4)             | 299.990                   | 284.235 (5)                 | 36,1 (7)                    | - Municipalidade distrital de Biržai - Municipalidade distrital de Kupiškis - Municipalidade citadina de Panevėžys - Municipalidade distrital de Panevėžys - Municipalidade distrital de Pasvalys - Municipalidade distrital de Rokiškis                                                                        |
| 6  | Condado de Šiauliai    | Šiauliai    | 8.540 (2)             | 370.096                   | 349.876 (4)                 | 41,0 (4)                    | - Municipalidade distrital de Akmenė - Municipalidade distrital de Joniškis - Municipalidade distrital de Kelmė - Municipalidade distrital de Pakruojis - Municipalidade distrital de Radviliškis - Municipalidade citadina de Šiauliai - Municipalidade distrital de Šiauliai                                  |
| 7  | Condado de Tauragė     | Tauragė     | 4.411 (9)             | 134.275                   | 127.378 (10)                | 28,9 (9)                    | - Municipalidade distrital de Jurbarkas - Municipalidade de Pagėgiai - Municipalidade distrital de Šilalė - Municipalidade distrital de Tauragė |
| 8  | Condado de Telšiai     | Telšiai     | 4.350 (10)            | 179.885                   | 173.383 (8)                 | 39,9 (6)                    | - Municipalidade distrital de Mažeikiai - Municipalidade distrital de Plungė - Municipalidade de Rietavas - Municipalidade distrital de Telšiai |
| 9  | Condado de Utena       | Utena       | 7.201 (5)             | 185.962                   | 172.580 (9)                 | 24,0 (10)                   | - Municipalidade distrital de Anykščiai - Municipalidade distrital de Ignalina - Municipalidade distrital de Molėtai - Municipalidade distrital de Utena - Municipalidade citadina de Visaginas - Municipalidade distrital de Zarasai                                                                           |
| 10 | Condado de Vilnius     | Vilnius     | 9.729 (1)             | 850.064                   | 848.097 (1)                 | 87,2 (1)                    | - Municipalidade de Elektrėnai - Municipalidade distrital de Šalčininkai - Municipalidade distrital de Širvintos - Municipalidade distrital de Švenčionys - Municipalidade distrital de Trakai - Municipalidade distrital de Ukmergė - Municipalidade citadina de Vilnius - Municipalidade distrital de Vilnius |